# Agrostis fonckii
Agrostis fonckii é uma espécie de gramínea do gênero Agrostis, pertencente à família Poaceae.